# Kantoria w katedrze Santa Maria del Fiore
Kantoria w katedrze Santa Maria del Fiore we Florencji – pierwsza w Europie trybuna chóru. Chór może również być trybuną, platformą, znajdującą się po bokach nawy. W renesansie miał on postać balkonu umieszczonego w prezbiterium. Tak przyozdobiona kantoria to jedno z pierwszych dzieł Luca Della Robbii (1400–1482), który znany jest głównie ze swoich glazurowanych płaskorzeźb z wypalanej gliny.

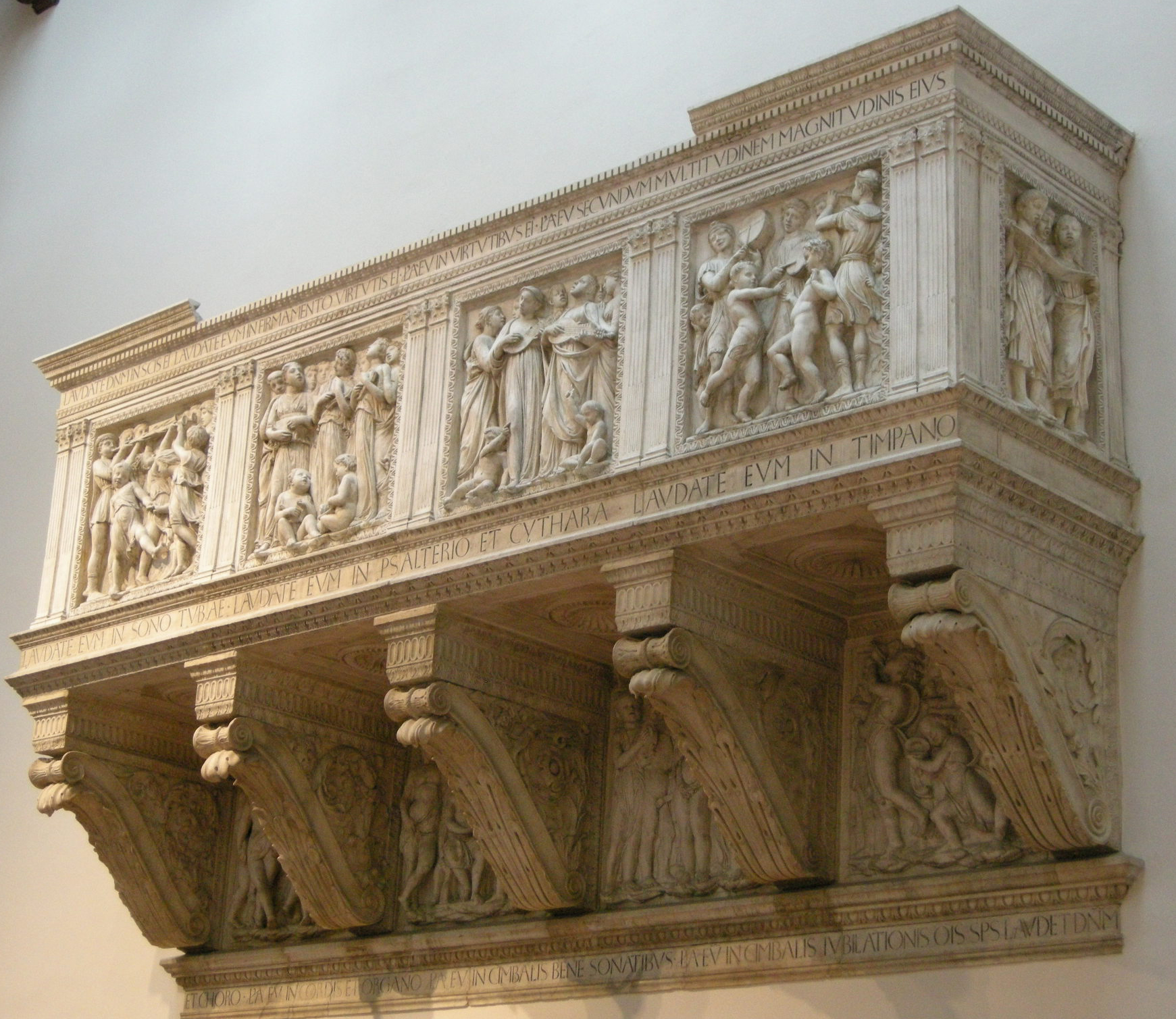

## Historia
Inspiracją do stworzenia serii płaskorzeźb dla kantorii we Florencji dla artysty płaskorzeźby Luca Della Robbii – był Psalm 150, w którym nawołuje się, by trąby, lutnie, harfy, tamburyny, fujarki, smyczki oraz śpiewacy i tancerze chwalili Pana. „Niech wszystko, co oddycha, sławi Pana!". Na płaskorzeźbach Luca Della Robbia tańczące i grające na rozmaitych instrumentach dzieci i młodzież sławią Pana. Mimo że płaskorzeźby są ilustracją hebrajskiego hymnu i zostały wykonane dla katolickiej katedry, to Luca Della Robbia przedstawia na nich śpiewaków, tancerzy oraz muzyków ubranych w klasyczne rzymskie stroje. Niektórzy mają na skroniach wieńce laurowe lub na szyi girlandy z kwiatów', jakby za chwilę mieli przywitać bohatera powracającego do Rzymu. Podobnie jak jego glazurowane płaskorzeźby z wypalanej gliny, wszystkie postacie na kantorii wykonania Luca Della Robią wykonał w technice reliefu wypukłego. Niektóre to prawie samodzielne rzeźby. Było to zamierzone działanie. Kantoria miała być zawieszona na jednej ze ścian katedry dziewięć metrów nad wiernymi i aby mogli dojrzeć piękno dzieła, postacie na nim przedstawione musiały wyraźnie odcinać się od tła.

## Rodzina Medyceuszy z Toskanii
Wystrój katedry, zmieniony już w okresie kontrreformacji w 1688 roku, wówczas zaprojektowano nową dekorację z okazji ślubu księcia Ferdinando de'Medici Medyceusz, wielki książę Toskanii – dzisiaj jest on zapamiętany przede wszystkim jako patron muzyki. Rodzina Medici (Medyceuszy) sfinansowała wynalazek fortepianu i opery, sfinansowała budowę Bazyliki Świętego Piotra i Santa Maria del Fiore oraz była patronami Leonarda da Vinci, Michała Anioła, Mikołaja Machiavellego i Galileusza. Rodzina Medyceuszy była także protagonistami kontrreformacji, od początku reformacji przez Sobór trydencki i francuskie wojny religijne.
Kiedy usunięto większość śladów przeszłości a konstrukcję i płaskorzeźby kantorii to dzieła Luca Della Robbia i Donatello zostały rozebrane i przeniesione do pobliskiego Muzeum dell' Opera del Duomo we Florencji, to ściany w katedrze zostały znacznie rozjaśnione podczas purystycznej restauracji zabytku w 1842 r.

## Współcześnie
Obecnie kantorię możemy podziwiać w całej okazałości w muzeum (Muzeum dell' Opera del Duomo), gdzie kantoria została ponownie zamontowana na wysokości oczu zwiedzających.